# Henrique Portugal
Antônio Henrique Rocha Portugal (Belo Horizonte, 19 de março de 1965) é um produtor, instrumentista e cantor brasileiro, mais conhecido por seu trabalho como tecladista da banda Skank. Foi apresentador de Programas nas rádios Globo, UOL e Oi FM, e hoje é também colunista de Tecnologia e Música do jornal Estado de Minas.

## Biografia
É filho de músicos e aprendeu a tocar piano clássico com apenas cinco anos de idade, por influência do pai, também pianista. Aos 17 anos, montou sua primeira banda e, em 1987, formou-se em Economia na Pontifícia Universidade Católica de Minas Gerais.
Em 1991, ganhou projeção nacional como tecladista da banda Skank, que se tornou uma das mais representativas bandas brasileiras, com uma discografia marcada pela venda de mais de 6 milhões de discos, entre 15 álbuns e 6 DVDs lançados.
Além de sua atuação no Skank, já gravou e produziu com diversos artistas, entre eles Gilberto Gil, Herbert Vianna, Frejat, Daniela Mercury, Erasmo Carlos, Lenine, Zeca Baleiro e Sepultura. Em paralelo ao trabalho com o Skank, Henrique Portugal se envolveu com música independente por meio de um programa que foi transmitido pela Rádio UOL, Rádio Oi e Rádio Globo.
Para além da música, Henrique Portugal é investidor da Confrapar,  principal gestora brasileira de fundos de investimento para empresas de Tecnologia da Informação e Comunicação.  É Sócio da Bioneem, empresa dedicada à biotecnologia, com atuação em segmentos ligados à biopesticida, saúde animal e produção orgânica. Já deu palestras em vários eventos, como o TEDEX, o Festival PATH, a Intercom, o Youpix, o HackTown, entre outros.
Sua ligação com tecnologia o levou a investir na STRM que é uma Fintech Artística voltada a  viabilizar o desenvolvimento de carreiras artísticas.  
Cruzeirense apaixonado, Henrique escreveu a sessão "Da Arquibancada", no Estado de Minas, durante 5 anos e, desde 2018, assina a coluna de Tecnologia e Música do Jornal. Em 2016, criou o trio Nie Myer, ao lado de outro membro do Skank, o baixista Lelo Zaneti e o renomado DJ e produtor Anderson Noise. O trio mistura áudio e vídeo com bases eletrônicas.
Em 2019, Henrique Portugal protagonizou o “Guest Music”, no Hotel Fasano, realizando apresentações solo especiais com Leoni, Léo Jaime, Wilson Simoninha e Toni Garrido.
Em sua vida pessoal, Henrique é pai de duas filhas e um filho, e casado com a advogada mineira Daniela Pacheco.

## Discografia

### Com oSepultura
- Schizophrenia (1987)
- Beneath the Remains (1989)
- Arise (1991)